# Kurt Maetzig
Kurt Maetzig (Berlino, 25 gennaio 1911 – Bollewick, 8 agosto 2012) è stato un regista e sceneggiatore tedesco.
È riconosciuto come un pioniere del cinema tedesco del secondo dopoguerra e una delle figure più importanti nella storia degli studi cinematografici DEFA della Germania Est, di cui è stato co-fondatore e primo direttore artistico. Nel 1954 è stato il primo presidente della neonata Filmuniversität di Babelsberg.

## Biografia

### Infanzia e istruzione
Nato a Berlino nel 1911 e cresciuto nella città (oggi quartiere) di Charlottenburg, Kurt Maetzig iniziò ad apprendere i rudimenti della tecnica cinematografica già in giovane età grazie al padre Robert, proprietario di un laboratorio e di un impianto FEKA-Film per la copia delle pellicole. Dopo aver trascorso il periodo della prima guerra mondiale con i nonni materni ad Amburgo, tornò a Berlino dove terminò le scuole nel 1930. Ottenuto il diploma si iscrisse all'Università tecnica di Monaco, dove intraprese gli studi di chimica, ingegneria, economia politica e amministrazione aziendale, e per un breve periodo si recò a Parigi per seguire corsi di diritto costituzionale, civile e internazionale all'Università della Sorbona.
Iniziò a lavorare nel cinema nel 1932 facendo alcuni stage, anche se a causa delle origini ebraiche della madre, Marie Anna Lyon, la sua attività venne fortemente limitata dalla Reichsfilmkammer, corporazione controllata dal Ministero per l'istruzione pubblica e la propaganda del Terzo Reich. Nel 1935 conseguì a Monaco il dottorato, con la tesi Contabilità in un laboratorio di stampa cinematografica, e il Master in business administration. In questo periodo Maetzig si occupò di fotochimica e tecniche cinematografiche per varie aziende, inclusa quella paterna, e creò a Werder lo studio di animazione "Radius" con il quale realizzò pubblicità e titoli per film. Due anni dopo, a seguito delle Leggi di Norimberga, la Reichsfilmkammer lo privò del permesso di lavoro e solo grazie all'interessamento di alcuni amici influenti riuscì ad evitare la deportazione.

### La DEFA e i primi lungometraggi
Al termine della seconda guerra mondiale, durante la quale militò nel Partito Comunista di Germania bandito dal regime nazista, tentò di allestire uno studio cinematografico nel quartiere berlinese di Lichterfelde, negli edifici già utilizzati dalla Luftwaffe e dotati di tutti i mezzi tecnici necessari tra cui uno studio di sincronizzazione e una sala di proiezione.

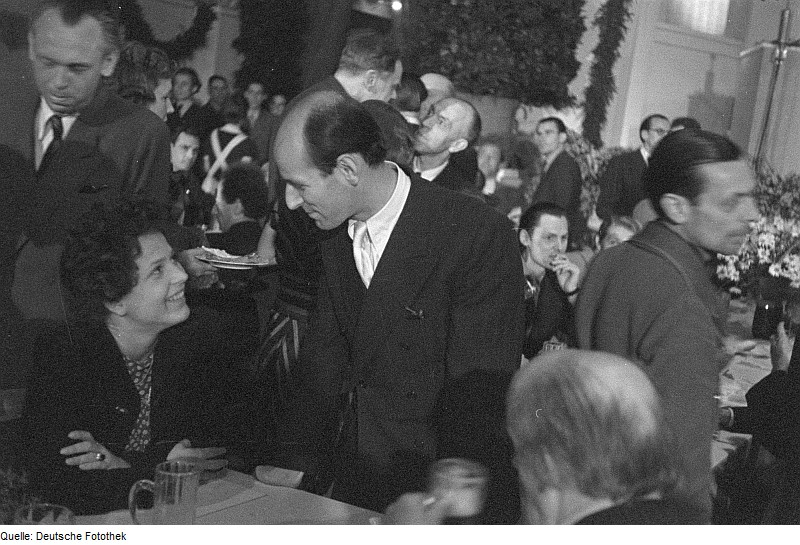
Babelsberg, 17 maggio 1946, Kurt Maetzig alla cerimonia di fondazione della DEFA.

Il sogno di Kurt Maetzig di dedicarsi alla politica attraverso il cinema iniziò a realizzarsi nell'autunno del 1945, quando si trasferì nella zona di occupazione sovietica della città. Insieme ad altri sette addetti ai lavori, tra cui il direttore della fotografia Werner Krien, lo scenografo Willy Schiller e gli attori Adolf Fischer e Hans Klering, fondò il gruppo "Filmaktiv" con il quale l'Amministrazione centrale per l'educazione popolare intendeva organizzare la ripresa della produzione cinematografica nella Germania Est. Il 17 maggio 1946, nella sede della disciolta UFA a Babelsberg venne istituita la Deutsche Film AG (DEFA), l'ente cinematografico di cui Maetzig fu licenziatario in qualità di direttore artistico. I suoi primi contribuiti furono circa trenta cinegiornali diretti tra il 1946 e il 1947 (Der Augenzeuge), con i quali cercò di creare un vivace contrappunto a quelli prodotti nel recente passato dalla propaganda nazista.
Sempre nel 1946 realizzò cortometraggi che documentavano la ricostruzione della Berlino post-bellica (Berlin im Aufbau), oltre a eventi come l'esibizione del Coro dell'Armata Rossa a Berlino (Musikalischer Besuch) e la nascita del Partito Socialista Unificato di Germania (SED), avvenuta il 21 aprile 1946 dalla fusione di SPD e KPD (Einheit SPD - KPD).
Nel 1947 scrisse e diresse il suo primo lungometraggio, Ehe im Schatten, primo film a confrontarsi con la persecuzione degli ebrei e le atrocità della seconda guerra mondiale, descritto come "il tentativo di mettere il popolo tedesco di fronte alla morale del passato". Tratto da un soggetto di Hans Schweikart e interpretato da Paul Klinger e Ilse Steppat, la vicenda dell'attore Hans Wieland che si toglie la vita a seguito della deportazione della moglie di origini ebraiche rea in realtà ispirata a quella di Joachim Gottschalk, anche se come ha rivelato in seguito Maetzig «quasi tutto nel film si basa su ciò che io stesso, la mia famiglia o i miei amici abbiamo vissuto» (la madre del regista stesso si era suicidata appena tre anni prima, dopo essere stata arrestata dalla Gestapo). Ehe im Schatten fu proiettato in tutte le zone di occupazione della Germania, rivelandosi il film tedesco con il maggior successo di pubblico del periodo post-bellico con oltre 12 milioni di spettatori, e Kurt Maetzig si aggiudicò il premio Bambi come miglior regista.
Nel 1948, le autorità della zona sovietica e la direzione del SED commissionarono alla DEFA un progetto ambizioso che sarebbe stato completato solo sei anni dopo: portare sul grande schermo la vita di uno dei più importanti capi del movimento operaio tedesco degli anni venti e trenta, Ernst Thälmann, presidente del KPD ucciso dal regime nazista nel 1944. Il progetto venne affidato alla regia di Maetzig e per scrivere la sceneggiatura gli furono affiancati Michael Tschesno-Hell e lo scrittore Willi Bredel.
Nel frattempo, nel 1949 Matzig propose alla DEFA di realizzare una trasposizione di Grüne Oliven und nackte Berge, romanzo di Eduard Claudius ambientato durante la guerra civile spagnola, ma la proposta venne rifiutata e al suo posto il regista accettò di dirigere Die Buntkarierten, dramma familiare che abbracciava quasi 70 anni di storia tedesca, dal periodo di Guglielmo II alla fine della seconda guerra mondiale. Con oltre 4 milioni di biglietti venduti anche il secondo lungometraggio ottenne un grande successo di pubblico in tutti i settori della Germania. Il film ricevette il Premio nazionale della Repubblica Democratica Tedesca, la stampa parlò di "una grande epopea" ed elogiò in particolare la performance della protagonista Camilla Spira, alla sua prima apparizione sul grande schermo dal 1935.

### Gli anni cinquanta e il "progetto Ernst Thälmann"
Nel 1950, dopo essere diventato membro della Akademie der Künste der DDR (integrata nel 1993 nella Akademie der Künste di Berlino) che conserva un archivio delle sue opere, Maetzig realizzò un documentario sulla riunione della Deutschlandtreffen der Jugend a Berlino (Immer bereit) e diresse altri due lungometraggi. Il primo, il thriller politico Der Rat der Götter, cercava di far luce sulle connessioni internazionali tra scienziati nazisti durante la guerra e sul rapporto tra regime e industria tedesca, ispirandosi alla vicenda dell'azienda chimica IG Farben e dei suoi rapporti con la Standard Oil. Il secondo, Familie Benthin, diretto insieme a Slatan Dudow e Richard Groschopp, era un messaggio politico diretto dalla neonata Repubblica Democratica Tedesca per conto della DEFA, anche se film con rappresentazioni narrative "ostili" nei confronti della Repubblica Federale e dell'occidente in generale erano già stati realizzati con budget minori e meno attenzione da parte del governo. In seguito, nessuno dei tre registi sarebbe stato disposto a prendersi la responsabilità del risultato.
Nel gennaio del 1951 venne completata la prima stesura del "progetto Ernst Thälmann", monitorato da vicino dall'establishment politico tanto che secondo lo storico René Börrner «nessun altro film, né prima né dopo, ha ricevuto tanta attenzione dal SED». Data la lunghezza della sceneggiatura, la DEFA decise per un film in due parti: la prima, Ernst Thälmann - Sohn des Volkes ("figlio del popolo"), sul periodo tra la fine della prima guerra mondiale e il 1930, la seconda, Ernst Thälmann - Führer des Volkes ("capo del popolo"), dal 1932 alla fondazione della RDT. I titoli furono poi cambiati in Sohn seiner Klasse ("Figlio della sua classe") e Führer seiner Klasse ("capo della sua classe").
Dopo la commedia drammatica Roman einer jungen Ehe del 1952, nata in parte come risposta all'opera teatrale anticomunista Le mani sporche di Jean-Paul Sartre, il 13 marzo 1953 fu approvata la bozza finale del "progetto Ernst Thälmann" e la sceneggiatura venne completata l'8 settembre.

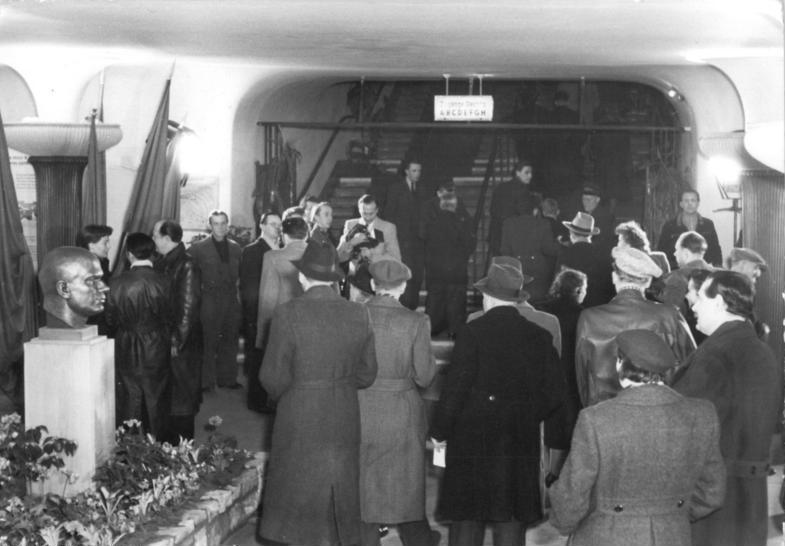
Friedrichstadt-Palast di Berlino, 9 marzo 1954,
première di Ernst Thälmann - Sohn seiner Klasse.

Nel 1954 Kurt Maetzig divenne il primo rettore della Deutsche Hochschule für Filmkunst di Potsdam (oggi Filmuniversität Babelsberg), carica che avrebbe rivestito per 10 anni. Oltre a insegnare regia cinematografica, in questo periodo viaggiò per il Paese per sostenere attivamente il movimento dei Cine Club in cui era molto coinvolto.
Ernst Thälmann - Sohn seiner Klasse debuttò il 9 marzo 1954 al Friedrichstadt-Palast, davanti a oltre 3000 persone e alla presenza del Presidente della RDT Wilhelm Pieck e del Segretario Generale del SED Walter Ulbricht. Oltre ad essere il primo film proiettato contemporaneamente in tutta la Germania, dopo che la recente Conferenza di Berlino aveva portato ad un temporaneo riavvicinamento tra est e ovest, Sohn seiner Klasse venne mostrato nelle scuole e nelle cooperative agricole e dopo 13 settimane fu visto da 3,6 milioni di persone. La seconda parte, Ernst Thälmann - Führer seiner Klasse, uscì il 7 ottobre 1955 e fu vista da 5,7 milioni di persone.
Entrambe le pellicole ottennero riconoscimenti e furono definite "epica eroica nazionale" e una "magistrale rappresentazione della storia" dal Ministro della cultura Johannes Becher, ma al di fuori della Germania Est la critica li considerò una semplice opera di propaganda di livello artistico discutibile. Quarant'anni dopo, lo stesso Maetzig dichiarerà in un'intervista: «Credo che la prima parte sia sopportabile e abbia anche qualità artistiche, mentre la seconda è peggiore... A causa dell'eccessiva idealizzazione, sotto molti aspetti è semplicemente imbarazzante».
Maetzig chiuse il decennio con Schlösser und Katen (1957), altro film diviso in due parti (Der krumme Anton e Annegrets Heimkehr) in cui presentava lo sviluppo di un villaggio rurale della Germania Est dal 1945 al 1953, combinando destini individuali e un'impressione generale del cambiamento sociale. Seguirono Vergeßt mir meine Traudel nicht (1957), ispirato alle commedie del neorealismo italiano e inizialmente osteggiato dalla DEFA per la mancanza di moralità e un contenuto eccessivamente sessuale, e il dramma storico Das Lied der Matrosen (1958) diretto con Günter Reisch. Realizzato in occasione del 50º anniversario della rivoluzione di novembre, il film rappresentò il progetto più imponente intrapreso dalla DEFA fino a quel momento e Maetzig ottenne il suo quarto Premio nazionale della Repubblica Democratica Tedesca.

### Gli anni sessanta e il casoDas Kaninchen bin ich
Negli anni sessanta Kurt Maetzig esplorò generi diversi e nel 1967 entrò a far parte del consiglio d'amministrazione della Verband der Film- und Fernsehschaffenden, associazione dei produttori cinematografici e televisivi della Germania Est, rimanendovi fino al 1988. Tra i film più importanti di questo periodo ci sono Soyux 111 Terrore su Venere (1960), primo film di fantascienza prodotto dalla DEFA tratto dal romanzo Il pianeta morto di Stanisław Lem, il dramma sentimentale Septemberliebe (1961), influenzato dal clima politico alla vigilia dell'erezione del Muro di Berlino, e soprattutto Das Kaninchen bin ich del 1965, storia della relazione tra una giovane donna e il giudice che ha condannato suo fratello a una severa pena detentiva definito da Daniela Berghahn «senza precedenti nel suo ritratto della corruzione giudiziaria, dei temi sessuali e delle critiche nei confronti della Germania Est».
Tratto dal romanzo Maria Morzeck oder Das Kaninchen bin ich di Manfred Bieler, il film venne realizzato all'indomani del VI Congresso del Partito Socialista Unificato di Germania del gennaio 1963, durante il quale l'establishment aveva permesso misure di liberalizzazione nella vita culturale della RDT. Sebbene il romanzo fosse molto critico nei confronti del sistema giudiziario, Bieler e Maetzig si preoccuparono di includere nel film diverse "sequenze alibi", con lo scopo di rimarcare le riforme giudiziarie del 1961-1963 e prevenire eventuali divieti mettendo lo stato sotto una luce migliore. La breve era riformista terminò gradualmente quando Leonid Brežnev prese il potere in Unione Sovietica e introdusse un corso conservatore e più repressivo sulle questioni culturali. Nel dicembre del 1965, Das Kaninchen bin ich fu bandito dal Comitato Centrale del SED nel suo XI plenum, insieme ad altri undici film DEFA ritenuti "politicamente dannosi".

### Gli ultimi anni di carriera

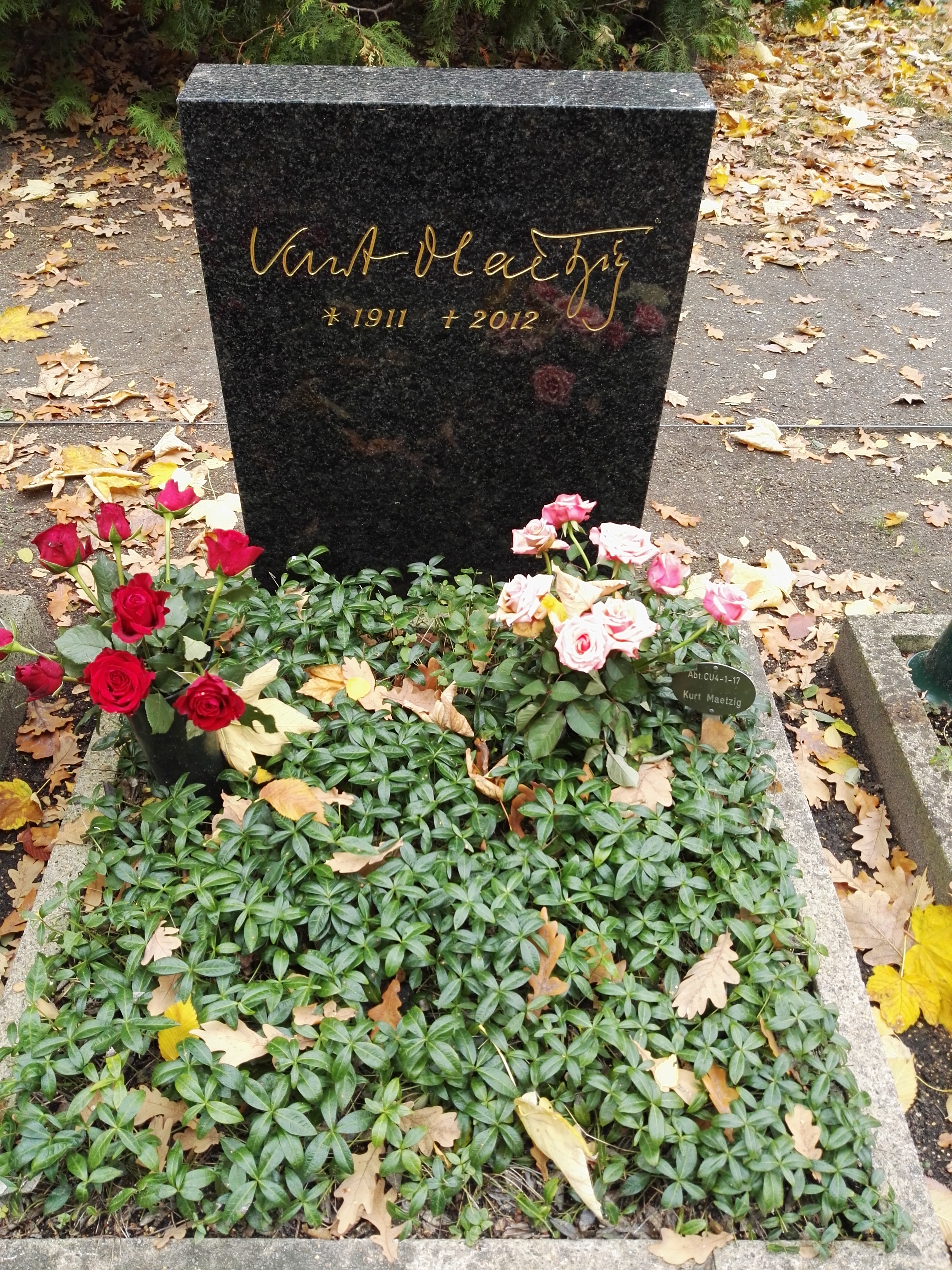
La tomba di Kurt Maetzig nel cimitero di Dorotheenstadt a Berlino.

Negli anni settanta Maetzig ha diretto i suoi ultimi due lungometraggi, Januskopf del 1972 e Mann gegen Mann del 1976, oltre a partecipare al film collettivo Aus unserer Zeit (1970) con l'episodio Der Computer sagt: Nein. Seppure ritiratosi dalla professione artistica, negli anni successivi ha continuato ad occuparsi attivamente di cinema con la pubblicazione di articoli, la partecipazione a conferenze e il continuo sostegno dei Cine Club anche a livello internazionale. Nel 1973 (e di nuovo nel 1979) ha fatto parte della giuria internazionale del Festival cinematografico internazionale di Mosca, nel 1974 è stato eletto vice-presidente della International Federation of Film Societies, di cui è diventato presidente onorario nel 1979, e dal 1980 al 1990 è stato per quattro volte presidente del Nationales Spielfilmfestival der DDR, festival cinematografico di Karl-Marx-Stadt (oggi Chemnitz).
Proprio nel 1990, poco prima del crollo del blocco orientale, Das Kaninchen bin ich è stato distribuito nei cinema per la prima volta dal 1965 ed è stato proiettato ai festival di Berlino e Locarno. A Berlino, dove Maetzig era già stato nel 1983 come membro della giuria internazionale, si è aggiudicato due menzioni d'onore e nel 1995 è stato incluso tra i 100 film tedeschi più importanti da un gruppo di critici e storici del cinema.
Negli anni successivi il Festival di Berlino ha continuato a proiettare alcuni dei suoi film in occasione di retrospettive dedicate al periodo della guerra fredda (Roman einer jungen Ehe, nel 1991) e allo Studio Babelsberg (Das Lied der Matrosen, nel 1992) e il 12 febbraio 2011 ha reso omaggio ai 100 anni di Kurt Maetzig con la proiezione di Vergesst mir meine Traudl nicht, seguita da un incontro col regista che ha parlato della sua carriera con il critico e storico del cinema Ralf Schenk.
È morto l'8 agosto 2012, all'età di 101 anni, nella sua casa di Bollewick nel Meclemburgo-Pomerania Anteriore. Pochi mesi prima, Das Kaninchen bin ich era stato proiettato di nuovo a Berlino, in una sezione speciale dedicata ai 100 anni dello Studio Babelsberg.
È sepolto nel cimitero di Dorotheenstadt a Berlino.

### Vita privata
Kurt Maetzig ha avuto tre figli da quattro matrimoni, uno dei quali con l'attrice Yvonne Merin.

## Filmografia
Regista
- Leipziger Messe 1946 (1946) - Documentario cortometraggio, co-regia con Max Jaap
- Berlin im Aufbau (1946) - Documentario cortometraggio
- Musikalischer Besuch (1946) - Documentario cortometraggio
- 1. Mai 1946 (1946) - Documentario cortometraggio
- Einheit SPD-KPD (1946) - Documentario cortometraggio
- Ehe im Schatten (1947)
- Die Buntkarierten (1949)
- Der Rat der Götter (1950)
- Immer bereit (1950) - Documentario, co-regia con Feodor Pappe
- Familie Benthin (1950) - Co-regia con Slatan Dudow e Richard Groschopp
- Roman einer jungen Ehe (1952)
- Ernst Thälmann - Sohn seiner Klasse (1954)
- Ernst Thälmann - Führer seiner Klasse (1955)
- Schlösser und Katen - Der krumme Anton (1957)
- Schlösser und Katen - Annegrets Heimkehr (1957)
- Vergeßt mir meine Traudel nicht (1957)

- Das Stacheltier - Wahlfilm mit Kurt Maetzig (1957) - Cortometraggio
- Das Lied der Matrosen (1958) - Co-regia con Günter Reisch
- Soyux 111 Terrore su Venere (Der schweigende Stern) (1960)
- Septemberliebe (1961)
- Der Traum des Hauptmann Loy (1961)
- Der Schatten (1961) - Film tv
- An französischen Kaminen (1962)
- Preludio 11 (1964)
- Das Kaninchen bin ich (1965)
- Die Fahne von Kriwoj Rog (1967)
- Das Mädchen auf dem Brett (1967)
- Aus unserer Zeit (1970) - Co-regia con Joachim Kunert, Helmut Nitzschke e Rainer Simon (episodio Der Computer sagt: Nein)
- Januskopf (1972)
- Mann gegen Mann (1976)

Sceneggiatore
- Ehe im Schatten (1947)
- Die Buntkarierten (1949)
- Die Sonnenbrucks, regia di Georg C. Klaren (1951) - Co-sceneggiatore con Georg C. Klaren
- Roman einer jungen Ehe (1952) - Co-sceneggiatore con Bodo Uhse
- Ernst Thälmann - Sohn seiner Klasse (1954) - Co-sceneggiatore con Willi Bredel e Michael Tschesno-Hell
- Ernst Thälmann - Führer seiner Klasse (1955) - Co-sceneggiatore con Willi Bredel e Michael Tschesno-Hell

- Schlösser und Katen - Der krumme Anton (1957) - Co-sceneggiatore con Kurt Barthel
- Schlösser und Katen - Annegrets Heimkehr (1957) - Co-sceneggiatore con Kurt Barthel
- Vergeßt mir meine Traudel nicht (1957) - Co-sceneggiatore con Kurt Barthel
- Soyux 111 Terrore su Venere (Der schweigende Stern) (1960)
- Der Traum des Hauptmann Loy (1961)
- Das Kaninchen bin ich (1965) - Co-sceneggiatore con Manfred Bieler
- Aus unserer Zeit (1970) - Episodio Der Computer sagt: Nein
- Mann gegen Mann (1976)

## Riconoscimenti
- 1948
  - Mostra internazionale d'arte cinematografica di Venezia
Nomination Gran Premio Internazionale per Ehe im Schatten
  - Bambi
Miglior regista per Ehe im Schatten

- 1949
  - Festival di Cannes
Nomination Grand Prix per Die Buntkarierten
  - Premio nazionale della Repubblica Democratica Tedesca
Classe II (arte e letteratura) per Die Buntkarierten[45]

- 1950
  - Premio nazionale della Repubblica Democratica Tedesca
Classe I (arte e letteratura) per Der Rat der Götter[46]

- 1954
  - Festival internazionale del cinema di Karlovy Vary
Freedom Award per Ernst Thälmann - Sohn seiner Klasse
  - Premio nazionale della Repubblica Democratica Tedesca
Classe I (arte e letteratura) per Ernst Thälmann – Sohn seiner Klasse[47]

- 1959
  - Festival cinematografico internazionale di Mosca
Nomination Grand Prix per Das Lied der Matrosen
  - Premio nazionale della Repubblica Democratica Tedesca
Classe II (arte e letteratura) per Das Lied der Matrosen[48]

- 1990
  - Festival internazionale del cinema di Berlino
Premio FIPRESCI, menzione d'onore per Das Kaninchen bin ich
Premio Interfilm, menzione d'onore per Das Kaninchen bin ich